# Iniciativa per Catalunya Verds - Esquerra Unida i Alternativa
Iniciativa per Catalunya Verds-Esquerra Unida i Alternativa (ICV-EUiA, Iniciativa por Cataluña Verdes - Izquierda Unida y Alternativa) fue una coalición electoral de izquierdas y ecologista, creada en 2003 para concurrir a las elecciones en Cataluña por Iniciativa per Catalunya Verds (ICV) y Esquerra Unida i Alternativa (EUiA). Aparte de estos dos principales integrantes, contaba también con el apoyo de otros grupos como Equo Catalunya, Entesa pel Progrés Municipal (EPM) y, hasta 2007, el partido ecologista Els Verds-Esquerra Ecologista.
El acuerdo se extendió también a las elecciones al Parlamento Europeo, y aunque se dio por terminado cuando Raül Romeva, eurodiputado de ICV, se saltó el acuerdo de integrarse en el grupo de Izquierda Europea/Izquierda Verde Nórdica y se sumó al Grupo de Los Verdes/Alianza Libre Europea, en siguientes elecciones volvió a reeditarse.
El 5 de octubre de 2011, ICV y EUiA decidieron optar por una "coalición técnica" según la cual los diputados de la coalición tendrían la posibilidad de integrarse en el grupo parlamentario de IU o en otro, si así lo decidieran, opción que permitiría a ICV juntarse con su referente Equo, algo que no ocurrió al no obtener suficiente representación esta última formación como para formar grupo parlamentario.

## Representación institucional

### Congreso de los Diputados
En las elecciones generales de 2004, la coalición obtuvo 234.790 votos (5,84%) en las circunscripciones catalanas, lo que se tradujo en los escaños de Joan Herrera y Carme García, ambos de ICV y por Barcelona. EUiA tenía el número tres por Barcelona, pero no obtuvo escaño. La coalición tenía un acuerdo con Izquierda Unida para el Congreso, por lo que ambos diputados se integraron junto a los tres de IU en el grupo parlamentario Izquierda Verde. Durante la legislatura 2004-2008, Herrera fue coportavoz del grupo junto a Gaspar Llamazares.
En las elecciones de 2008 perdieron más de 50.000 votos, quedándose únicamente con un escaño, ostentado hasta septiembre de 2010 por Joan Herrera, quien sería sustituido después por Núria Buenaventura
En las elecciones de 2011 la candidatura de ICV-EUiA ganó casi 100.000 votos respecto a 2008 y superando a Esquerra Republicana de Catalunya. Logró tres actas, las de Joan Coscubiela y Laia Ortiz (ICV) y de Joan Josep Nuet (EUiA), todas por Barcelona.

### Senado
En las elecciones al Senado, la coalición formó parte de la candidatura de la Entesa Catalana de Progrés junto con el PSC y ERC. En las elecciones de 2008, Entesa obtuvo los doce senadores en juego para la lista mayoritaria en Cataluña, uno correspondía a ICV. Otro senador, Joan Josep Nuet, de EUiA, fue elegido en representación del Parlamento de Cataluña en 2006 (sustituyendo a un senador de ICV). La alianza se dio por muerta después de las Elecciones Municipales de 2011.

### Parlamento de Cataluña
En las elecciones autonómicas de 2003 fue la primera vez que la coalición ICV-EUiA se presentó a unas elecciones al Parlamento, en ese momento bajo el nombre Iniciativa per Catalunya Verds - Esquerra Alternativa. Obtuvo 9 diputados, 8 de ICV y 1 de EUiA.
En las elecciones autonómicas de 2006 ICV-EUiA obtuvo 12 diputados, resultado solo superado hasta el momento por el Partido Socialista Unificado de Cataluña (PSUC), referente catalán del PCE, en las elecciones autonómicas de 1980 con 25 diputados. De los 12 diputados, 10 correspondían a la cuota de ICV y 2 a la de EUiA
Sin embargo, esta subida producida en 2006 se estancó en las elecciones autonómicas de 2010, cuando ICV-EUiA perdió 2 escaños, consiguiendo diez actas de diputado (8 para ICV y 2 para EUiA). Esa caída continuó en las elecciones municipales de 2011, en las que la coalición perdió 16.260 votos y 398 concejales.
En las elecciones autonómicas de 2012, ICV-EUiA subió hasta los 13 diputados, siendo 10 para ICV y 3 para EUiA. 

### Generalidad de Cataluña
La coalición formó parte del gobierno tripartito junto con el PSC-PSOE y ERC, tanto en el gobierno de Pasqual Maragall (2003-2006), como el de José Montilla (2006-2010). En el primer gobierno, dirigieron la consejería de relaciones institucionales y participación (liderada por Joan Saura de ICV) y la consejería de medio ambiente y vivienda (liderada por Salvador Milà primero y, luego, Francesc Baltasar, ambos de ICV). En el segundo gobierno, Joan Saura dirigió la consejería de Interior, relaciones institucionales y participación y Francesc Baltasar mantuvo la de medio ambiente y vivienda.

### Municipios catalanes
ICV-EUiA tenía concentrado el voto municipal en el área metropolitana de Barcelona, heredando así el legado del PSUC. Su influencia se concentraba en El Prat de Llobregat, Molins de Rey y Sant Feliu de Llobregat, pero también en Sardañola del Vallés, Pallejá, Montornés del Vallés, San Adrián de Besós, Altafulla, Martorellas, Hospitalet de Llobregat, Badalona, Moncada y Reixach y Santa Coloma de Gramanet.

## Resultados electorales

### Elecciones al Parlament de Catalunya
| Elecciones | Candidato    | Votos        | % de votos | Escaños | +/- | Gobierno                            | Notas |
| ---------- | ------------ | ------------ | ---------- | ------- | --- | ----------------------------------- | --- |
| 2003       | Joan Saura   | 241.163 (#5) | 7,28 %     | 9/135   | 4 a | Gobierno de coalición con PSC y ERC | 6 para Iniciativa per Catalunya Verds (ICV), 1 para Esquerra Unida i Alternativa (EUiA) y 2 independientes. |
| 2006       | Joan Saura   | 282.693 (#5) | 9,72 %     | 12/135  | 3   | Gobierno de coalición con PSC y ERC | 9 para Iniciativa per Catalunya Verds (ICV), 2 para Esquerra Unida i Alternativa (EUiA) y 1 independiente.  |
| 2010       | Joan Herrera | 230.824 (#4) | 7,37 %     | 10/135  | 2   | Oposición                           | 8 para Iniciativa per Catalunya Verds (ICV) y 2 para Esquerra Unida i Alternativa (EUiA).                   |
| 2012       | Joan Herrera | 359.705 (#5) | 9,89 %     | 13/135  | 3   | Oposición                           | 10 para Iniciativa per Catalunya Verds (ICV) y 3 para Esquerra Unida i Alternativa (EUiA).                  |

a Respecto a los escaños obtenidos por ICV en 1999.
De cara a las elecciones al Parlament de Catalunya de 2015 no se reeditó la coalición ICV-EUiA sino que ambas fuerzas se integraron en la coalición Catalunya Sí que es Pot junto a Podemos, Equo Catalunya e independientes, la cual consiguió 11 diputados y 367.613 votos (8,94%).

### Elecciones Generales
| Elecciones | Votos   | % de votos | Escaños | +/- |     |
| ---------- | ------- | ---------- | ------- | --- | --- |
| 2004       | 234.790 | 5,84%      | 2/47    | 1a  | 5.º |
| 2008       | 183.338 | 4,92%      | 1/47    | 1   | 5.º |
| 2011       | 280.152 | 8,09%      | 3/47    | 2   | 4.º |

a Respecto al resultado de ICV en 2000.